# Llibre de l'Inframón
El Llibre de l'inframón és un antic text funerari egipci, escrit en dues parts, que es troba al segon santuari a la tomba del faraó Tutankamon. S'especula que el llibre abasta la creació i resurrecció del sol, però no es coneix el veritable significat de l'obra, ja que fa ús d'il·lustracions criptogràfiques per a preservar el secret de les fórmules. El llibre es divideix en tres seccions que incorporen altres textos funeraris, com el Llibre dels morts i l'Amduat. Altres llibres enigmàtics s'han trobat a les tombes de Ramsès IX i Ramsès V.